# Gintaras Kadžiulis
Gintaras Kadžiulis (Plungė, 29 marzo 1980) è un ex cestista e allenatore di pallacanestro lituano.

## Palmarès
- Campionato lituano: 1

Lietuvos rytas: 1999-2000
- Coppa del Montenegro: 1

Budućnost: 2011
- Coppa di Lituania: 2

Prienai: 2013, 2014